# Орлова, Галина Андреевна

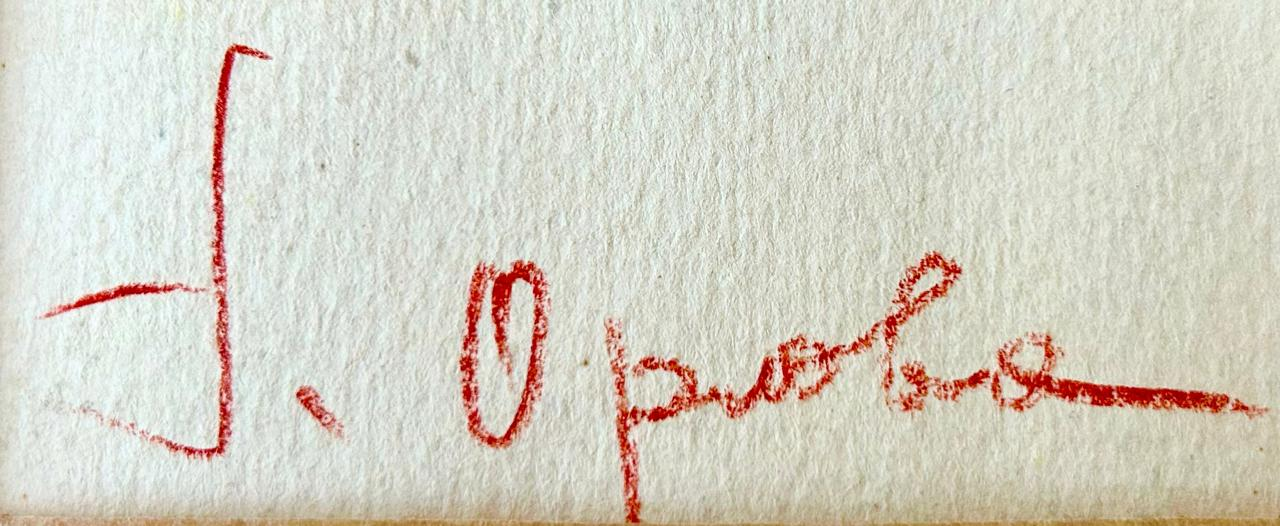

Галина Андреевна Орлова (23 февраля 1913 — 13 июня 2009) — советский и российский художник декоративного искусства, представитель московской школы гобелена. 
Член СХ СССР (принята в мае 1944). Заслуженный художник РСФСР (1968). Народный художник РСФСР (1976). 
Работы художницы находятся в Музее Революции, Русском музее, Музее Декоративно-Прикладного творчества, Музее Антифашистов, Музее Востока (Москва)
Работы Галины Андреевны регулярно участвовали в московских, республиканских, всесоюзных и международных выставках декоративно-прикладного искусства и гобелена.

## Биография
Г. А. Орлова родилась 23 февраля 1913 года в селе Перевесенки, Саратовской губернии, в крестьянской семье. В 1924 году семья художницы переезжает в Москву. В 1930 г. поступает в году в Московский нефте-химический техникум, окончив который, до 1935 года работает в лаборатории Центрального института авиатоплива и масел.
В 1935 г. поступает в Текстильный институт. Г. Орлова — один из представителей советских художников текстильщиков, чье дарование и мастерство были воспитаны в 30—40х годах на Художественном факультете Московского текстильного института. В те годы в этом институте преподавали уникальные педагоги художники и искусствоведы: А. А. Федорова-Давыдова, А. В. Куприн, Л. А. Бруни, А. В. Шевченко, и другие.
Под их руководством и влиянием сформировались Орлова Г. А., Н. Кирсанова, С. Заславская и Н. Жовтис, А. Андреева и Н. Еремесева, художники, составившие, творческие ядро школы советского художественного текстиля.
После окончания института работает художником в Центральной ткацкой лаборатории Главшелкпрома (Москва).
Входила в группу художников разрабатывавших художественное оформление интерьеров Двореца Советов. Галина Андреевна выполнила для Дворца Советов ткань «Челюскинцы», которая была принята как ее дипломная работа в Текстильном институте.
Во время работы в лаборатории, разрабатывала образцы декоративных тканей, которые использовались на производствах фабрик СССР, в частности фабрики «Декоративткань» и Павло-Посадского района Московской области.

## Творчество
«Как художник я формировалась в те годы, когда классическая школа была основой основ творчества». Орлова Г. А.
Становлению творческой личности и формированию авторского художественного метода помогло отличное знание классической школы живописи, полученное за годы обучения в институте, и понимание декоративности народного творчества, полученное за годы работы в этнографических экспедициях.
Композиционные решения в работах Орловой Г. И. это сочетания жестких геометрических форм на плоскости и филигранное вплетение в в пространство растительных объектов. В результате, ее гобелены — это своеобразный универсум, однако лежащий как правило в границах видимого мира, объединяющий классику и народное искусство.

## Наследие
Работы художницы хранятся в музеях и частных коллекция.
Архив из 39 графических работ, созданных в этнографических экспедициях в Среднюю Азию (1946—1947 гг.), в 2000 году был передан в дар Музею Востока.
Гобелены хранятся в российских музеях:
- Государственный центральный музей современной истории России
- Государственный Русский музей
- Всероссийский музей декоративного искусства
- Пермская государственная художественная галерея
- Ставропольский краевой музей изобразительных искусств
- Музей антифашистов